# アンナ・パヴロヴナ
アンナ・パヴロヴナ（ロシア語: Анна Павловна Романова, ラテン文字転写: Anna Paulowna Romanowa, 1795年1月18日 - 1865年3月1日）は、オランダ王ウィレム2世の王妃で、ウィレム3世の母。ロシア大公女。ロシア皇帝パーヴェル1世と皇后マリア・フョードロヴナの第6皇女（第8子）、アレクサンドル1世の妹でニコライ1世の姉。
オランダ語名はアナ・パウローナ・ファン・ルスラント（Anna Paulowna van Rusland）。
フランス皇帝ナポレオン1世の再婚相手に挙げられたが、母マリアの反対で実現せず、ナポレオンはオーストリア大公女マリア・ルイーザと再婚した。

## 子女
夫であるウィレム2世との間に4男1女をもうけた。
- ウィレム3世（1817年 - 1890年）　-　オランダ王、ルクセンブルク大公
- アレクサンダー（1818年 - 1848年）
- ヘンドリック（1820年 - 1879年）
- エルンスト・カシミール（1822年）
- ソフィー（1824年 - 1897年）　-　ザクセン＝ヴァイマル＝アイゼナハ大公カール・アレクサンダー妃

## 結婚
1816年2月21日、サンクトペテルブルクにある冬宮殿の礼拝堂でウィレム王子（のちのウィレム2世）と結婚した。結婚はウィーン会議後の同盟の象徴として1815年にアンナの兄、アレクサンドル1世が提案した。ロマノフ家の者は自己の意思に反して結婚させられるべきでないとして、知り合ってから同意できるようウィレム王子は式の前にロシアに招かれていた。結婚当時はウィレム王子の子供はプロテスタントとして育てられると決められていたがアンナ自身はロシア正教会のままでいた。アレクサンドル・プーシキンは特別な詩を詠み二人の結婚を祝った。二人は一年ロシアにとどまった。
アンナは夫である王に献身的であり、またハーグの宮廷に華やかな彩りを与えた。

## その他
キリの属名（Paulownia）はシーボルトが『日本植物誌』（1835年）においてアンナ・パヴロヴナに献名したもの。
| 先代 ヴィルヘルミーネ・フォン・プロイセン | オランダ王妃 1840年 - 1849年 | 次代 ゾフィー・フォン・ヴュルテンベルク |